# Sonata para piano n.º 15 (Beethoven)

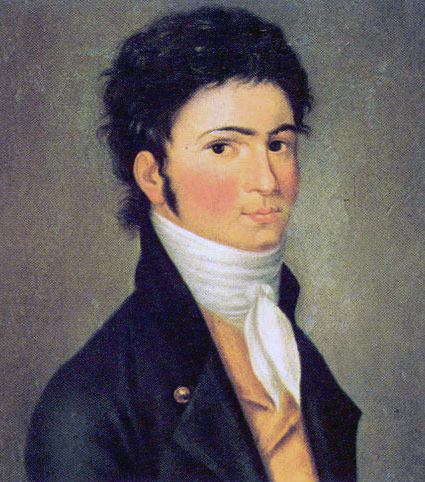
Beethoven en 1801.

La sonata para piano n.º 15 en re mayor, Op. 28, subtitulada «Pastoral» o «Pastorale», fue compuesta por Ludwig van Beethoven en 1801. La partitura está dedicada al conde Joseph von Sonnenfels, jurista y novelista alemán que fue amigo de Mozart y del propio Beethoven.

## Historia

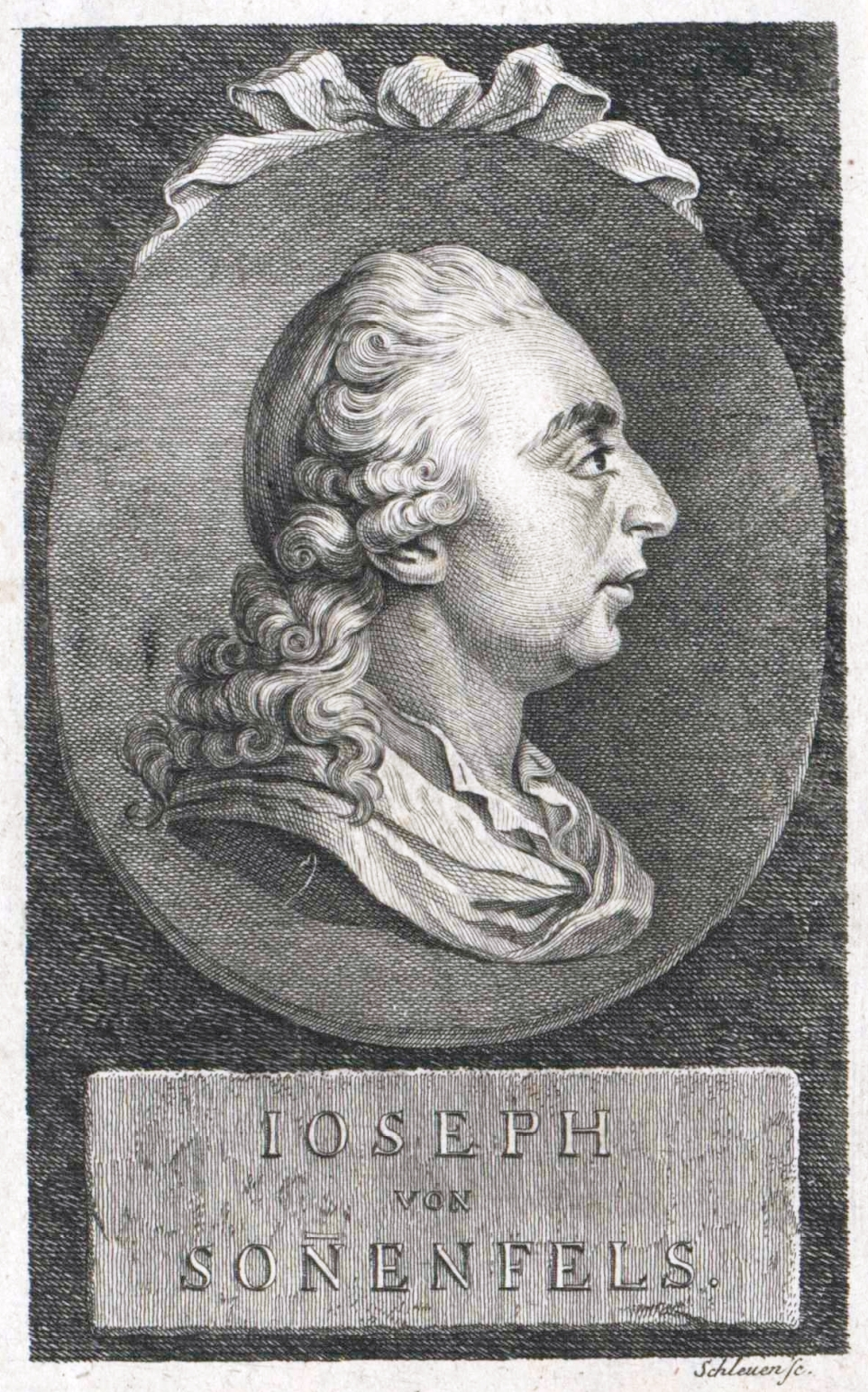
Joseph von Sonnenfels, dedicatario de la pieza.

### Composición
La composición de esta sonata, a pesar de su número de opus, fue anterior al opus 27. Según Vincent D’Indy, esta obra «parece ser la confesión hecha a los campos y a los bosques de un instante de serena felicidad», antes de enamorarse de la condesa Giulietta Guicciardi, dedicataria de la Sonata n.º 14 Claro de luna. Por esta época Beethoven confesó por primera vez su sordera progresiva a dos amigos, Franz Gerhard Wegeler y Carl Amenda. El 29 de junio de 1801 le contó a Wegeler, su amigo de la infancia de Bonn y en aquel momento médico, que el «celoso demonio» (su mala salud) estaba haciendo estragos en él, y que durante tres años su audición había empeorado sin cesar, una catástrofe para un músico en activo. El 1 de julio de 1801 se lo confió a Carl Amenda, otro amigo íntimo que se había trasladado a la región báltica. Admitió que su audición se había deteriorado desde que Amenda había dejado Viena y no sabía si había posibilidad de cura. Beethoven pidió tanto a Wegeler como a Amenda que mantuvieran el secreto.

### Publicación
La primera publicación de la pieza fue llevada a cabo por la editorial Bureau des Arts et d’Industrie en 1801 en Viena. El nombre de «Pastoral» lo añadió August Cranz en una edición posterior en Hamburgo, pero fue acuñado por primera vez por la editorial Broderip & Wilkinson de Londres hacia 1805. Tal denominación viene dada porque los movimientos inicial y final contienen una serie de elementos de la tradición pastoral. Para Carl Reinecke el rondó final «hace pensar en sones lejanos de campanas y en murmullos del bosque».
Las dedicatorias a mecenas eran una fuente de ingresos habitual para el maestro alemán. Sin embargo, en este caso parece ser una expresión de gratitud, amistad y admiración hacia Joseph Edlen von Sonnenfels, que fue un consejero cercano al emperador José II y secretario de la Academia de Bellas Artes de Viena. Su origen judío y sus afiliaciones con la francmasonería hacen de esta dedicatoria una declaración política por parte del compositor.

## Estructura y análisis
La sonata consta de cuatro movimientos:
- I. Allegro, en re mayor 3
4
- II. Andante, en re menor 2
4
- III. Scherzo. Allegro vivace, en re mayor 3
4
- IV. Rondo. Allegro ma non troppo, en re mayor 6
8

La interpretación de esta obra dura aproximadamente 25 minutos. Comparada con las piezas innovadoras del Opus 27, esta sonata es una retrospectiva respecto a la forma. Es evidente que el compositor aún tenía algo que decir dentro del esquema estándar de cuatro movimientos de sus primeras sonatas.
La conexión pastoral deriva de figuras y efectos cuyas raíces provienen del Barroco, como los interludios pastorales en el Oratorio de Navidad de Johann Sebastian Bach y en El Mesías de Georg Friedrich Händel. Las piezas pastorales exhiben rasgos como los bajos tipo bordón realizados con notas pedales sostenidas en los grados primero y quinto de la escala; las repeticiones de motivos que abarcan frases enteras; así como las ideas temáticas arpegiadas. Todos estos recursos los empleó Beethoven en su Sinfonía Pastoral. La elección del modelo pastoral muestra un intento de abrir un nuevo camino, dotando a la sonata para piano de un aura expresiva especial, además de establecer sutiles conexiones de material entre movimientos. El patrón de movimientos de esta sonata se asocia con otras piezas como el Trío de cuerda, Op. 9 n.º 2, la Sonata para piano Op. 10 n.º 3 y el Trío "Fantasma", Op. 70 n.º 1. También conecta estructuralmente con la Segunda Sinfonía. La sonata sirvió al genio de Bonn a lo largo de toda su trayectoria a modo de laboratorio de experimentación para probar innovaciones que aplicaría después en otros géneros con más repercusión pública.

### I.Allegro
El primer movimiento, Allegro, está escrito en la tonalidad de re mayor y en compás de 3/4. Un rasgo destacable de esta obra es que cada movimiento establece su propio ritmo insistente y dominante desde el principio. Por ejemplo, el primer compás del Allegro contiene una repetitiva línea de bajo de tres negras sobre la nota tónica re. Esta figura fija el ritmo ternario del movimiento y da comienzo al primer tema, que reaparece en diversas formas a lo largo de la sonata. El segundo tema, fluido y despreocupado, se basa en el mismo patrón rítmico y deriva de una serie de acordes oscilantes en ambas manos. La mano derecha presenta el sencillo tema principal, pero después se introduce una segunda melodía más tensa en fa sostenido menor de corcheas constantes. El desarrollo del movimiento se ejecuta a través de varias tonalidades menores, cada vez de un carácter más dramático, y comprime el tema principal en un repetido ritmo de un compás, que se desvanece despacio. El efecto general es de contención alegre, aunque el desarrollo alcanza un clímax bastante dramático. Luego llega la recapitulación de los temas iniciales.

### II.Andante
El movimiento, Andante, está en re menor, en compás de 2/4 y sigue la forma ternaria ABA, en la cual la estructura interna de cada sección es binaria simple. Se trata de un movimiento lento, pero no mucho, a tempo de marcha. Las secciones inicial y final contrastan una melodía cantabile con un acompañamiento en staccato. El tema de carácter serio y lírico surge a partir de una serie de acordes en la mano derecha, acompañados por un insistente bajo de semicorcheas en staccato. La sección central, en modo mayor, alterna acordes sincopados con tresillos de semicorcheas descendentes en la mano derecha, material que se retoma en modo menor en la coda. Por último vuelve la melodía principal.

### III.Scherzo.Allegro vivace
El tercer movimiento, Scherzo. Allegro vivace, retoma tanto la tonalidad inicial de re mayor como el ritmo de 3/4. El scherzo es una muestra del tipo de humor beethoveniano que fascinaba a la vez que exasperaba a sus contemporáneos. Se abre con una sucesión de notas fa sostenido blancas con puntillo sueltas descendentes que están separadas por una octava y por un compás. Le sigue un extravagante motivo, en el que la mano derecha salta tanto por encima como por debajo de la izquierda con el tema. Su rasgo más llamativo es el contraste entre las cuatro notas largas a distancia de octava y la rápida melodía de corcheas posterior. El trío, en si menor, da un giro decididamente humorístico. Es una sencilla melodía de cuatro compases de tresillos oscilantes que se repite ocho veces con mínimos cambios.

### IV.Rondó.Allegro ma non troppo
El cuarto y último movimiento, Rondó. Allegro ma non troppo, está de nuevo en la tonalidad inicial, en compás de 6/8 y sigue la forma rondó. Se trata de la primera partitura en la que Beethoven incluye la indicación «ma non troppo». Como el Allegro inicial, el Finale establece de inmediato un ritmo y arranca con el tema principal. El acompañamiento de tipo bordón de gaita contribuye al carácter rústico y pastoral de la pieza. La alternancia de ritmos de negra y corchea proporciona una sensación de «divagación» sincopada. El compositor encuentra nuevas variantes para cada repetición de este tema, hasta llegar a la brillante coda.